# Jefe Águila Blanca
Jefe Águila Blanca ((en inglés: Chief White Eagle) c. 1825 - 3 de febrero de 1914) fue un político nativo americano y líder de derechos civiles estadounidense que se desempeñó como jefe hereditario de los Ponca desde 1870 hasta 1904. Su mandato de 34 años como jefe de Estado ponca abarcó el período más importante de cambio cultural y político en su historia, comenzando con el ilegal Sendero de las Lágrimas de los Ponca en 1877 y continuando a través de su exitoso esfuerzo por obtener justicia para su pueblo utilizando la prensa estadounidense para llevar a cabo una campaña de relaciones públicas contra los Estados Unidos y el presidente Rutherford B. Hayes. Su defensa contra la política estadounidense de expulsión de indígenas después del Sendero de Lágrimas Ponca marcó un cambio en la opinión pública contra la política indígena del gobierno federal que puso fin a la política de expulsión, colocándolo a la vanguardia de los nacientes derechos civiles de los nativos americanos.

## Biografía

### Historia familiar y primeros años de vida (1825-1847)
Águila Blanca nació en la tierra ancestral de los Ponca, en algún lugar cercano a la confluencia del río Niobrara y el río Misuri, que forma la actual frontera estatal entre Dakota del Sur y Nebraska. En la época de su nacimiento, la forma de gobierno Ponca era una oligarquía en la que el pleno poder soberano de los Ponca recaía en un jefe soberano hereditario que estaba asesorado por trece jefes —seis jefes superiores y siete jefes inferiores— que representaban los intereses del pueblo Ponca. El soberano principal ejercía de jefe de Estado y jefe superior de rango y el cargo era una sucesión dinástica basada en la primogenitura masculina. El gobierno dinástico recaía en la línea masculina directa de Águila Blanca, una dinastía establecida por el abuelo paterno de Águila Blanca, el jefe Oso Pequeño, a finales del siglo XVIII, cuando asumió el poder de los soberanos tradicionales mediante una hazaña heroica. A principios del siglo XX, Águila Blanca proporcionó a los etnógrafos del Instituto Smithsoniano la historia oral de cómo se convirtió en jefe soberano hereditario:

"A chief by the name of Little Chief (Zhingaʼgahige) of the Warrior clan (Washa’be) had a son who went on the warpath. Little Chief sat in his tent weeping because he had heard that his son was killed, for the young man did not return. As he wept he thought of various persons in the tribe whom he might call on to avenge the death of his son. As he cast about, he recalled a young man who belonged to a poor family and had no notable relations. The young man's name was Little Bear (Waça’bezhinga).

Little Chief remembered that this young man dressed and painted himself in a peculiar manner, and thought that he did so that he might act in accordance with a dream, and therefore it was probable that he possessed more than ordinary power and courage. So Little Chief said to himself, “I will call on him and see what he can do.” Then Little Chief called together all the other subchiefs and when they were assembled he sent for Little Bear. On the arrival of the young man Little Chief addressed him, saying, “My son went on the warpath and has never returned. I do not know where his bones lie. I have only heard he has been killed. I wish you to go and find the land where he was killed. If you return successful four times, then I shall resign my place in your favor.” Little Bear accepted the offer. He had a sacred headdress that had on it a ball of human hair; he obtained the hair in this manner: Whenever men and women of his acquaintance combed their hair and any of the hair fell out, Little Bear asked to have the combings given to him. By and by he accumulated enough hair to make his peculiar headdress. This was a close-fitting skull cap of skin; on the front part was fastened the ball of human hair; on the back part were tied a downy eagle feather and one of the sharp-pointed feathers from the wing of that bird. He had another sacred article, a buffalo horn, which he fastened at his belt.

Little Bear called a few warriors together and asked them to go with him, and they consented. Putting on his headdress and buffalo horn, he and his companions started. They met a party of Sioux, hunting. One of the Sioux made a charge at Little Bear, who fell over a bluff. The Sioux stood above him and shot arrows at him; one struck the headdress and the other the buffalo horn. After he had shot these two arrows the Sioux turned and fled. Little Bear, who was uninjured, climbed up the bluff, and, seeing the Sioux, drew his bow and shot the man through the head. Besides this scalp Little Bear and his party captured some ponies. On the return of the party Little Bear gave his share of the booty to the chief who had lost his son. Little Bear went on three other expeditions and always returned successful, and each time he gave his share of the spoils to the chief. When Little Bear came back the fourth time the chief kept his word and resigned his office in favor of the young man. Little Bear was my grandfather. When he died he was succeeded by his eldest son, Two Bulls. At his death his brother, Iron Whip (We'gaçapi) who was my father, became chief, and I succeeded him.”
"Un jefe llamado Jefe Pequeño (Zhingaʼgahige) del clan Guerrero (Washa'be) tenía un hijo que se fue a la guerra. Jefe Pequeño estaba sentado en su tienda llorando porque se había enterado de que habían matado a su hijo, ya que el joven no había regresado. Mientras lloraba, pensó en varias personas de la tribu a las que podría llamar para vengar la muerte de su hijo. Al buscar, recordó a un joven que pertenecía a una familia pobre y no tenía parientes notables. Se llamaba Oso Pequeño (Waça'bezhinga).

Jefe Pequeño recordó que este joven se vestía y pintaba de una manera peculiar, y pensó que lo hacía para poder actuar de acuerdo con un sueño, y por lo tanto era probable que poseyera más poder y coraje de lo ordinario. Así que Jefe Pequeño se dijo: "Le llamaré y veré qué puede hacer". Entonces Jefe Pequeño convocó a todos los demás subjefes y cuando estuvieron reunidos mandó llamar a Oso Pequeño. A la llegada del joven, el Jefe Pequeño se dirigió a él y le dijo: "Mi hijo se fue en pie de guerra y nunca ha regresado. No sé dónde están sus huesos. Sólo he oído que lo han matado. Quiero que vayas y encuentres la tierra donde lo mataron. Si vuelves con éxito cuatro veces, entonces renunciaré a mi puesto en tu favor". Oso Pequeño aceptó la oferta. Tenía un tocado sagrado que llevaba una bola de cabello humano; obtenía el cabello de esta manera: Cada vez que los hombres y las mujeres de su entorno se peinaban y se les caía algo de pelo, Osito pedía que se lo dieran a él. Con el tiempo, acumuló suficiente pelo para confeccionar su peculiar tocado. Era un gorro de piel ceñido al cráneo; en la parte delantera se sujetaba la bola de pelo humano; en la parte trasera se ataba una pluma velluda de águila y una de las plumas puntiagudas del ala de esa ave. Tenía otro artículo sagrado, un cuerno de búfalo, que se sujetaba al cinturón.

Oso Pequeño reunió a unos cuantos guerreros y les pidió que le acompañaran, a lo que accedieron. Se puso el tocado y el cuerno de búfalo y partió con sus compañeros. Se encontraron con un grupo de sioux cazando. Uno de los sioux cargó contra Oso Pequeño, que cayó por un acantilado. El sioux se colocó encima de él y le disparó flechas; una impactó en el tocado y la otra en el cuerno de búfalo. Tras disparar estas dos flechas, el sioux se dio la vuelta y huyó. Oso Pequeño, que estaba ileso, subió al acantilado y, al ver al sioux, sacó su arco y disparó al hombre en la cabeza. Además de esta cabellera, Oso Pequeño y su grupo capturaron algunos ponis. A su regreso, Oso Pequeño entregó su parte del botín al jefe que había perdido a su hijo. Oso Pequeño realizó otras tres expediciones y siempre regresó con éxito, y cada vez dio su parte del botín al jefe. Cuando Oso Pequeño volvió por cuarta vez, el jefe cumplió su palabra y renunció a su cargo en favor del joven. Oso Pequeño era mi abuelo. Cuando murió le sucedió su hijo mayor, Dos Toros. A su muerte, su hermano, Látigo de Hierro (We'gaçapi), que era mi padre, se convirtió en jefe, y yo le sucedí".

Se desconoce el año exacto de nacimiento de Águila Blanca. Varias fuentes sitúan su año de nacimiento entre 1803 y 1840, aunque ambas estimaciones históricas son dudosas. Cuando Águila Blanca murió a principios de 1914, los informes de la prensa estadounidense indicaban que era «el indio más viejo de Estados Unidos», con 111 años, lo que situaba su nacimiento en 1803, un año antes de la llegada de la expedición de Lewis y Clark en 1804. Este informe es dudoso, ya que el padre de Águila Blanca, Látigo de hierro, dijo al escritor británico Charles Mackay en 1858 que tenía 56 años, lo que sitúa su año de nacimiento en 1802. Como Águila Blanca era el primogénito de Látigo de Hierro, hay una probabilidad igualmente baja de que naciera en 1840, un año aún más improbable si se tiene en cuenta que Águila Blanca fue documentado como jefe menor el 8 de agosto de 1846, cuando acompañó a una delegación ponca de alto rango que pretendía establecer relaciones diplomáticas con los pioneros mormones de Brigham Young durante su emigración a la Gran Cuenca. La delegación estaba encabezada por el anciano abuelo paterno de Águila Blanca, Oso Pequeño, cuya muerte fue registrada por los mormones en 1846. Los mormones fueron testigos de la transferencia de poder al hijo mayor de Oso Pequeño y tío de Águila Blanca, Dos Toros, tras la muerte de Oso Pequeño. Un mes después, Dos Toros murió y los mormones presenciaron de nuevo la transferencia de poder al padre de Águila Blanca, Látigo de Hierro, que abdicó la soberanía hereditaria de jefe en favor de Águila Blanca en 1870, corroborando así la historia oral de Águila Blanca.

### Jefatura (1870-1904)

#### Crisis de la expulsión de los Ponca y Camino de las Lágrimas de los Ponca (1870-1877)
El mandato de Águila Blanca como jefe se caracterizó por el traslado forzoso e ilegal de los ponca de su territorio protegido por un tratado en el Territorio de Dakota al Territorio Indio en 1877, en violación directa del Tratado Ponca de 1865 y de la legislación estadounidense. Conocido como el Camino de las Lágrimas de los Ponca, este traslado consistió en una marcha forzada de seiscientas millas que abarcó tres estados actuales, con el resultado de numerosas muertes en el camino. La marcha forzada constaba de dos grupos de ciudadanos ponca. El primer grupo estaba formado por unos 170 ciudadanos ponca con ascendencia mixta y comenzó el 16 de abril de 1877. El segundo grupo estaba formado por la gran mayoría de los ciudadanos ponca, unas 500 personas, incluidos Águila Blanca y su vicejefe Oso Erguido. Durante casi un mes, Águila Blanca y Oso Erguido resistieron los esfuerzos ilegales de Edward Cleveland Kemble, el agente federal enviado por el presidente Ulysses S. Grant, para forzar la expulsión de los ponca mediante el fraude. El 24 de abril de 1877, el general William Tecumseh Sherman ordenó el envío de dos compañías de soldados estadounidenses al territorio ponca para forzar su acatamiento.
El 16 de mayo de 1877, Águila Blanca volvió a dirigirse al pueblo ponca en relación con la inminente expulsión: «Pueblo mío, nosotros, vuestros jefes, hemos trabajado duro para salvaros de esto. Hemos resistido hasta la extenuación y ahora no sabemos qué más podemos hacer. Dejamos el asunto en vuestras manos para que decidáis. Si decís que luchemos y muramos en nuestras tierras, que así sea». Águila Blanca recordó más tarde lo que ocurrió después: «Hubo un silencio absoluto. No se dijo ni una palabra. Todos nos levantamos y partimos hacia nuestras casas, y allí nos encontramos con que, en nuestra ausencia, los soldados habían reunido a todas nuestras mujeres y niños y estaban montando guardia sobre ellos. Los soldados subieron a sus caballos, fueron a todas las casas, rompieron las puertas, cogieron nuestros utensilios domésticos, los metieron en sus carros y, apuntando con sus bayonetas a nuestra gente, les ordenaron que se movieran. Se llevaron todos nuestros arados, segadoras, horquillas de heno, muelas, aperos de labranza de todo tipo y todo lo que era demasiado pesado para llevarlo de viaje, y los encerraron en una casa grande. Nunca supimos qué fue de ellos después. Muchas de estas cosas que nos robaron las habíamos comprado con dinero ganado con el trabajo de nuestras manos».

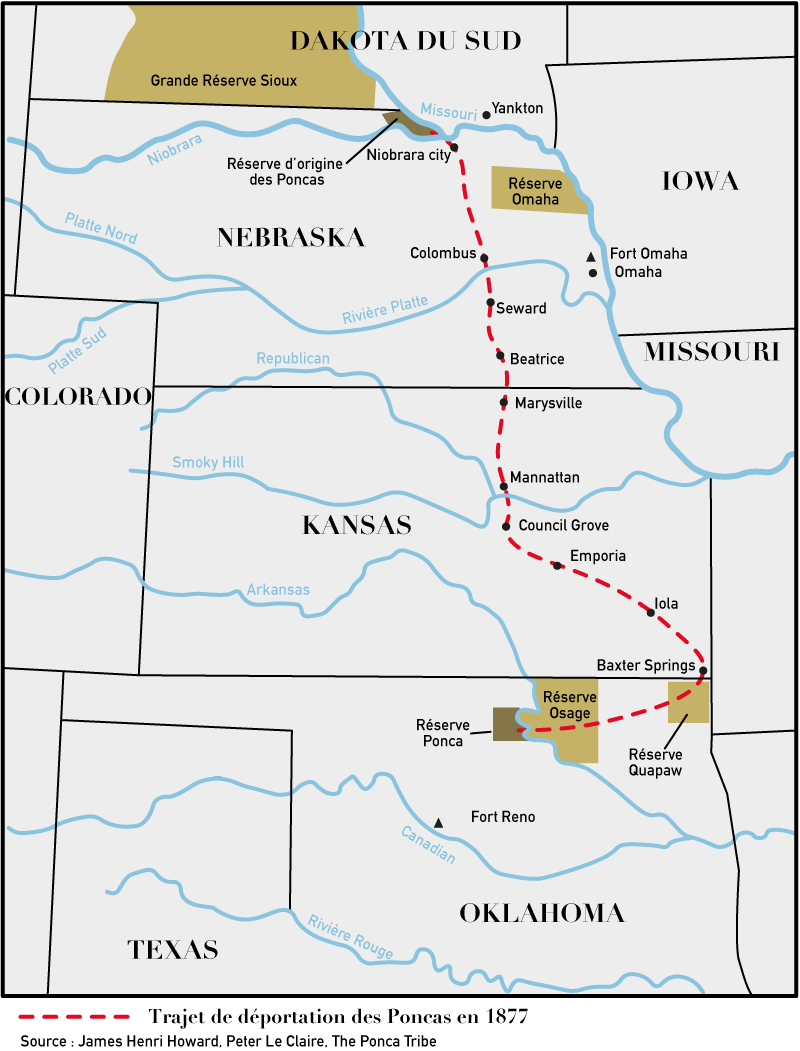
Ruta del Camino de las Lágrimas Ponca de 1877.

El traslado duró 54 miserables días, comenzando el 16 de mayo de 1877 y terminando el 9 de julio de 1877, con muchas muertes en el camino. El traslado estuvo plagado de lluvias torrenciales que inundaron los caminos de tierra, sin pavimentar, hundiendo a los Ponca en el barro durante la mayor parte de la marcha. El 7 de junio de 1877, cerca de Milford, Nebraska, un tornado azotó al grupo de traslado ponca, matando a un niño e hiriendo a muchos otros. Al día siguiente, murió otro niño. Mientras los ponca continuaban su marcha forzada a través de Kansas, murieron cuatro personas más: un niño pequeño llamado Pequeño Álamo murió en las afueras de Blue Rapids, Kansas, el 18 de junio, dos ancianas murieron al sur de Manhattan, Kansas, el 25 de junio, y un niño pequeño murió en las afueras de Emporia, Kansas, el 30 de junio. Dos días más tarde, un ponca descontento llamado Astilla de Búfalo intentó asesinar a Águila Blanca y lo responsabilizó del creciente número de muertes. El agente federal de traslado describió la caótica escena del 2 de julio en su diario de la siguiente manera: «Levantamos el campamento a las seis. Hicimos una larga marcha de quince millas hasta Noon Camp, porque no había agua más cerca. Un indio se volvió hostil e intentó desesperadamente matar a Águila Blanca, jefe de la tribu. Durante un tiempo, todos los hombres del campamento estuvieron en pie de guerra, y durante unas dos horas reinó la más intensa excitación, acrecentada por los continuos y fuertes gritos de todas las mujeres y niños».
Como resultado de la expulsión ilegal, los ponca sufrieron graves pérdidas económicas, incluida la pérdida de sus casas de madera, bienes personales y aperos agrícolas. Debido a la naturaleza precipitada del traslado ilegal perpetuado por Edward Cleveland Kemble y la administración Hayes, los ponca fueron trasladados a un pantano cenagoso en el Territorio Indio y obligados a vivir a la intemperie expuestos a los elementos en un clima tropical. Ni la recién inaugurada administración Hayes ni Carl Schurz, secretario del gabinete del presidente Hayes responsable de supervisar el traslado, hicieron preparativos para alojar a los ponca. En seis meses, se registraron otras 141 muertes, ya que la mitad de la población ponca sufrió enfermedades tropicales como la malaria y la fiebre amarilla. Entre las víctimas se encontraban la esposa de Águila Blanca, cuatro de sus hijos y su padre, Látigo de Hierro, que le precediera como jefe hereditario de los ponca desde 1846 hasta su abdicación en 1870. Látigo de Hierro firmó el tratado roto con el presidente Abraham Lincoln en 1865, poco antes de su asesinato. Se desconoce el número exacto de muertes; sin embargo, se sabe que el número de muertos superó los 200 de los 700 poncas —el 30% de la población ponca— e incluyó la extinción total de 24 familias ponca.

#### Defensa de los derechos de los nativos americanos tras el Camino de las Lágrimas de los Ponca (1877-1881)
Águila Blanca encabezó una delegación de líderes ponca a Washington inmediatamente después de la expulsión para enfrentarse al presidente Hayes y a los políticos estadounidenses del Congreso por la clara ilegalidad de la expulsión. Él y Oso Erguido llegaron el 8 de noviembre de 1877.
El liderazgo de Águila Blanca durante la crisis de la expulsión de los ponca desempeñó un papel fundamental en la serie de acontecimientos que culminaron en una sentencia histórica sobre derechos civiles en 1879, en la que se reconocía por primera vez en la historia de Estados Unidos a los indígenas estadounidenses como personas con derechos civiles en virtud de la Constitución, en el caso Standing Bear contra Crook. Inmediatamente después de la expulsión de los ponca, Águila Blanca reclamó enérgicamente al presidente Hayes y al Senado de Estados Unidos la restitución de la patria ancestral de los ponca por la violación por parte del gobierno estadounidense del Tratado Ponca de 1865 y su posterior mala gestión de la expulsión de los ponca. Los esfuerzos tanto de Águila Blanca como de Oso Erguido generaron un importante apoyo de muchos estadounidenses notables de la época, entre ellos el poeta Henry Wadsworth Longfellow, el antiguo abolicionista Wendell Phillips y la escritora Helen Hunt Jackson, que abogó en nombre de los ponca escribiendo el libro fundamental sobre los derechos civiles de los nativos americanos titulado «Un siglo de deshonor». El periodista de Nebraska Thomas Tibbles recorrió el país en una gira de conferencias para recaudar el dinero necesario para que los ponca recurrieran su expulsión ante el Tribunal Supremo de Estados Unidos. Tibbles «pensó que, si el pueblo cristiano de este país conociera estos horrores, estaría encantado de ayudar a Águila Blanca a salir del Territorio Indio y salvar de la muerte a los niños pequeños». Tibbles hizo un llamamiento a las grandes audiencias para que «no sólo ayudaran a Águila Blanca, sino que, al hacerlo, acabaran con el infame Anillo Indio», que era un segmento corrupto de cargos políticos. Tibbles argumentó que «si conseguían que Águila Blanca y los ponca fueran defendidos en los tribunales, pondrían fin a la cuestión india y a las guerras indias y resolverían de una vez el problema indio».

## Galería

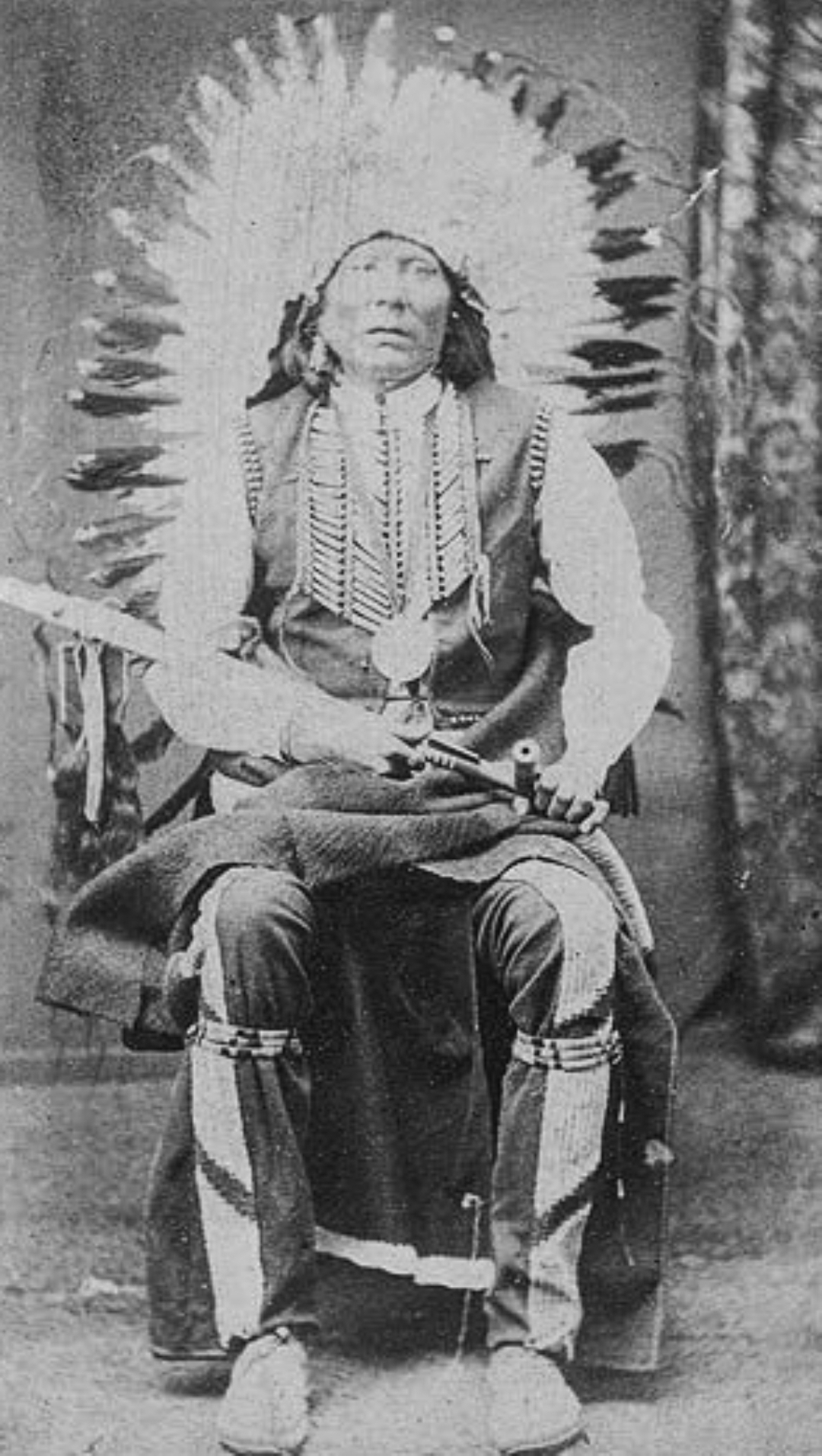
Águila Blanca en Arkansas City, Kansas el 20 de febrero de 1877
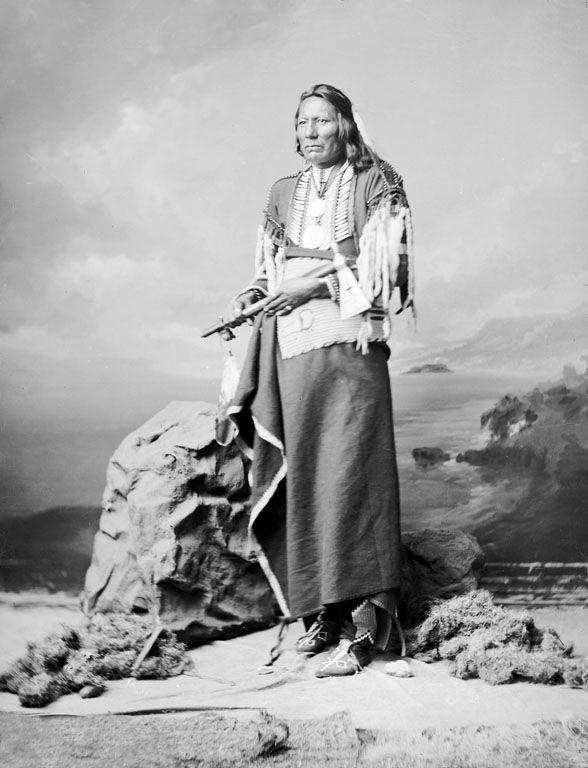
Águila Blanca en Washington, DC en noviembre de 1877
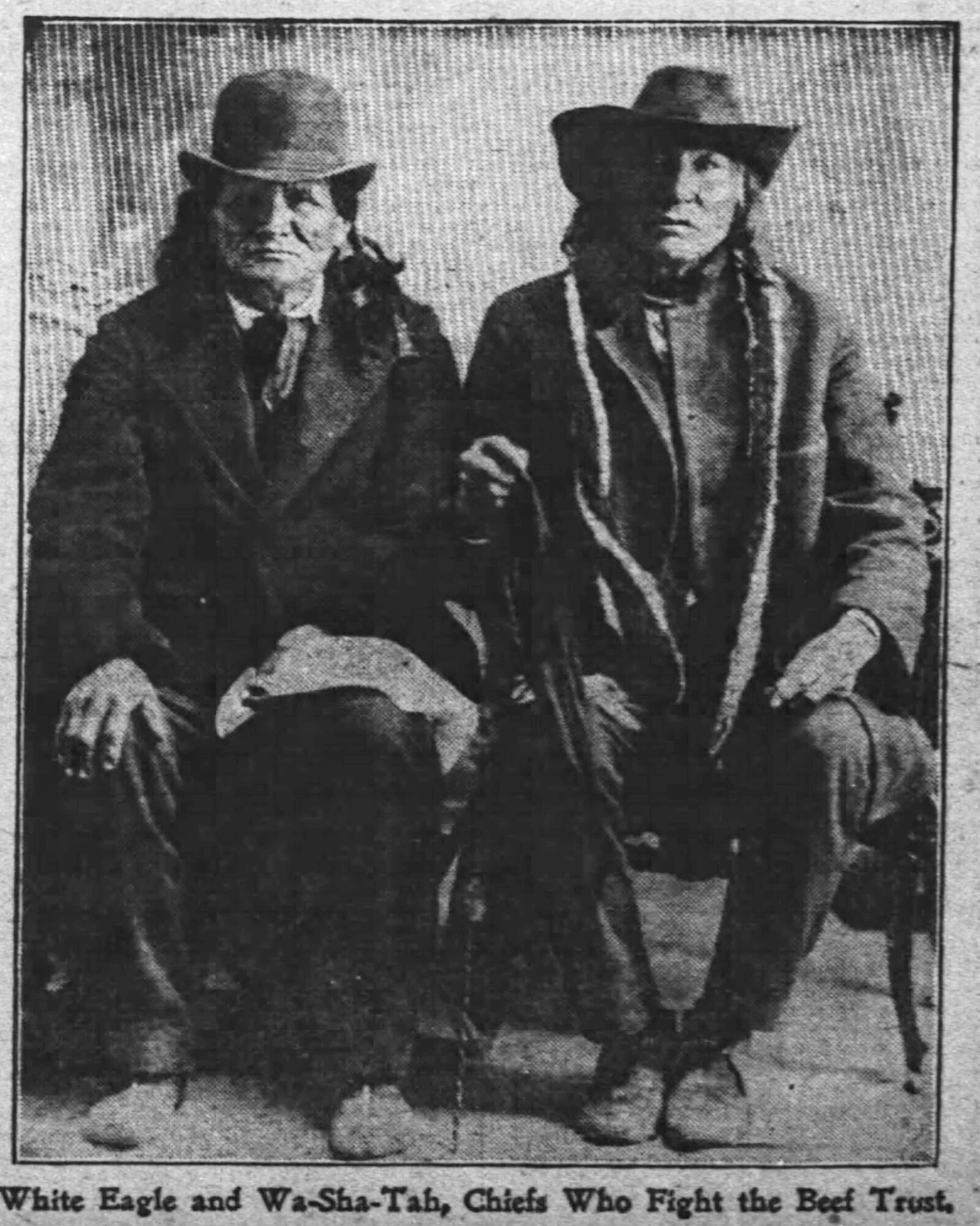
Águila Blanca (dcha.) y Oso Erguido (izq.), ancianos c.1890-1902.
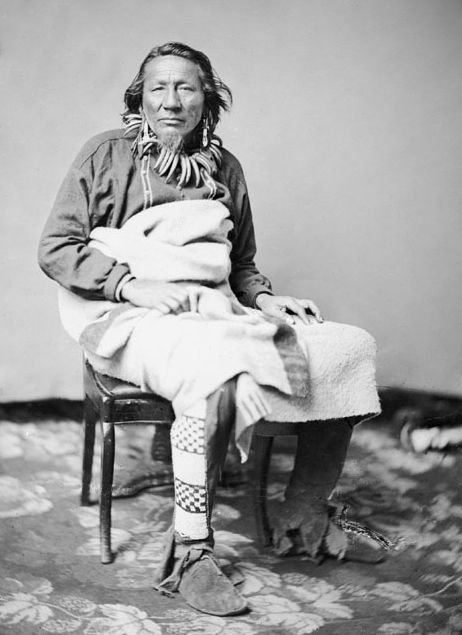
El padre de Águila Blanca, Látigo de hierro, en Washington, DC en marzo de 1858.
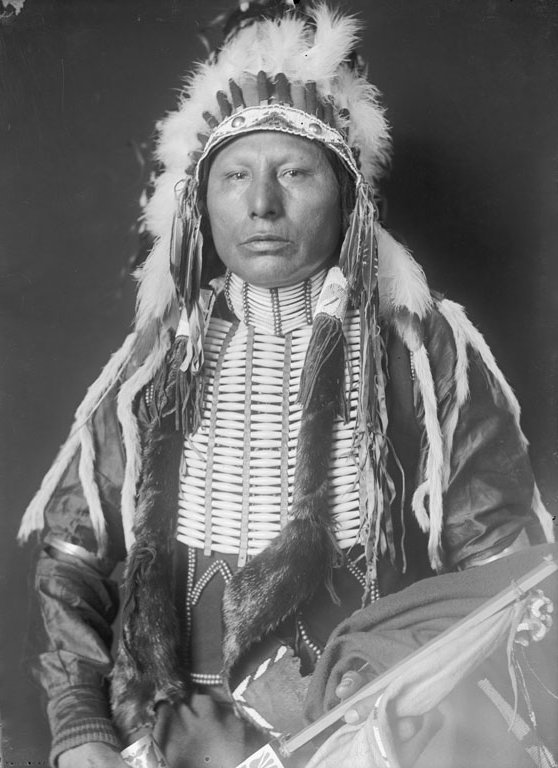
El hijo de Águila Blanca, Caballo Jefe Águila, se desempeñó como soberano principal de los ponca desde 1904 hasta 1940.